# Mademoiselle Éférie
Virginie Eudes dite Mademoiselle Éférie ou Éférie (née le 6 mai 1982 à Caen) est une artiste, productrice, slameuse et poétesse française.
Elle se fait remarquer sur les scènes slam en participant à de nombreux concours dont le Grand Slam National ou le Tremplin slam Le Mans Cité Chanson. En 2008 et 2009 elle publie avec le collectif Slam Tribu des recueils de poésie intitulés Ateliers de slam de poésie vol.3 et 4 aux Éditions de la ville de Reims. Elle crée en 2011 Mademoiselle rêve son spectacle, un one-women-show, qui mêle slam, chanson et théâtre. Elle produit ensuite son premier single On m'avait dit qui sort le 4 décembre 2012.
Elle est cofondatrice des labels Urban Music Tour et Tonton Max. Ses activités artistiques comprennent la pratique du slam, la production de musiques urbaines, de jazz et de musiques africaines. Elle coproduit notamment les albums Les Rillettes du Mans et Grand Enfant (Afro-jazz vol.1) de Saint-Michel en distribution chez Believe et Universal Music Africa.
En 2024, Mademoiselle Éférie rejoint le collectif Nananerf, qui regroupe des femmes du spectacle pour favoriser l'entraide, le partage d'expériences et leur visibilité.

## Biographie

### Jeunesse et débuts
Née en 1982, Virginie Eudes a grandi dans une famille issue des classes sociales cultivées de la ville de Caen. Dès leur enfance, elle et sa sœur cadette ont été initiées aux arts et à la culture, notamment à travers la fréquentation régulière de cinémas, musées, théâtres, concerts et festivals. Cette éducation culturelle précoce a nourri son intérêt pour les arts et les lettres et elle se découvre une passion pour la poésie dès son plus jeune âge. Ses premiers amours littéraires incluent des auteurs comme Arthur Rimbaud, Paul Verlaine et Georges Brassens, ces derniers influençant profondément son écriture. En 2007, elle rencontre le collectif Slam Tribu à Reims, ce qui marque le début de sa pratique artistique. Elle participe à des ateliers d'écriture et à des scènes ouvertes sous le pseudonyme d'Éférie, s'initiant au slam. L'art du slam lui permet de fusionner sa passion pour les mots et la scène.
Dans son parcours d'études, elle obtient une licence de gestion à l'université de Caen et est titulaire d'un master de banque-finance à la faculté de finance, banque et comptabilité de Lille.

### Carrière musicale et artistique
En 2008, elle s'installe au Mans et rejoint le collectif Slam Inspir, où elle participe à de nombreux concours de poésie et événements slam, tels que le Tremplin Slam Le Mans Cité Chanson. Son talent lui permet de se faire remarquer dans l'univers du rap et de la poésie, en particulier lors du Buzz Booster, un tremplin de musique émergente. En 2011, elle crée son premier spectacle intitulé Mademoiselle rêve, en collaboration avec la metteur en scène Annabel Gragui-Morad. Ce spectacle est un mélange de poésie, de chanson et de performance scénique, illustrant ses ambitions artistiques multiples. L'année suivante, elle lance son premier single On m'avait dit.

### Urban Music Tour et engagement associatif
En parallèle de sa carrière musicale, Virginie Eudes est la cofondatrice et présidente du label associatif Urban Music Tour. La structure mène des ateliers d'écriture, produit des disques, des spectacles vivants et manage un catalogue d'artistes. Elle signe en septembre 2022 chez Universal Music Africa via leur filiale Virgin Music Africa et produit notamment des chansons pour des artistes de rap, de jazz et de musiques africaines. En parallèle, elle cofonde le label Tonton Max en hommage à l'artiste de rumba congolaise Maxime Mongali.

### Collectif Nananerf
Mademoiselle Eferie s'engage activement dans la scène artistique locale en rejoignant le collectif Nananerf, initié par la rappeuse Kunthea. Ce collectif a été créé pour rassembler les femmes issues du monde du spectacle en Sarthe, afin de partager leurs expériences, s'entraider et renforcer leur visibilité collective,.

### Vie privée
Elle se marie en 2022 avec Michel Bampély et ensemble ils ont deux enfants. Le couple apparait notamment en duo sur la chanson Le Bal Blomet réalisée par Tiery-F, l'un des compositeurs et arrangeurs de l'album Mesdames de Grand Corps Malade,,.

## Poèmes ou extraits

### Principe de l'amour à travers La Semaine de la langue française
L'amour est un voyage sans boussole, 

Pas de plafond, pas de sol, 

Il faut d'abord apprendre à s'apprivoiser, 

Sans commencer par se noyer dans d'insipides projets,

Cette étape passe par de longues heures à 

dévisager, oser envisager, décrypter l'autre...

Acte jubilatoire [...]

Dans el jour comme dans le noir :

Ses manies, ses tics exutoires,

Cet autre avec tout l'espoir

Malgré ses amours déçus, déchus, perdus. 

Le rhizome de l'amour se trouve souvent dans le tact et les compromis

C'est promis, même cassé, il peut se renouveler,

Cette vie à deux est déterminée par des passerelles

Ponts, faisant rimer possible et idylle

Ou impossible avec futile

Passerelles franchies, avec ou sans palabres,

Le but est de s'attabler au festin de l'amour éternel avec cet autre,

Appelé tendrement... Toi !

Mais cette fois promis, vous ne lâcherez pas.

### Le Bal Blomet
Donne-moi ce que mon coeur désire

Je danse comme on brûle sous les flammes

Sous tes doigts j'entends mon plaisir

Ce soir ton mon corps te réclame

Ta musique me rend de toute beauté

Comme ces mots que tu viens me chuchoter

Mon âme est en transe

Antillaise est l'ambiance
Laissez-moi vous raconter mes soirées

Un après-midi à s'apprêter pour le bal

Sur la piste je suis la reine, mon corps ondule

En suivant les notes, le rythme je me sens spéciale

Prends-moi dans tes bras, fais-moi danser

La musique emporte mon âme de l'aube au crépuscule.

### On m'avait dit
On m'avait dit tu n'as pas de talent

Mes idées d'artiste sorties à coup de talon

La vie de mes parents comme maître-étalon

Pourtant le bonheur des autres me fait détaler
On m'avait dit tu ne peux devenir artiste

Tu te prépares à une vie trop triste

Tu finiras seule avec tes traumatismes

Mon seul désir être au milieu de la piste.

## Publications

### Ouvrages
- 2008 : Ateliers de Slam de Poésie vol.3. Ouvrage collectif. Editions Bibliothèque Municipale de Reims, 2008
- 2009 : Ateliers de Slam de Poésie vol.4. Ouvrage collectif. Editions Bibliothèque Municipale de Reims, 2009

### Articles
- 2018 : Éférie, « Game Girls : Reconstruire des femmes brisées », Liberation, | 2018, (mis en ligne le 26 novembre 2018, consulté le 07 janvier 2024)
- 2020 : Virginie Eudes, « BD:"M'explique pas la vie Mec !, les comportements masculins qui invisibilisent les femmes », Liberation, | 2020, (mis en ligne le 26 octobre 2020, consulté le 02 janvier 2024)

## Discographie

### Œuvres et productions musicales
- 2011 : Saint-Michel, Les Rillettes du Mans (Urban Music Tour / Believe Digital)
- 2012 : Mademoiselle Eferie, On m'avait dit (Urban Music Tour / Believe Digital)
- 2012 : Amadeus, Auprès d'une autre (Urban Music Tour)
- 2013 : Jack Flaag, Hero Persup (Urban Music Tour)
- 2014 : Piero Battery feat. Mademoiselle Éférie, Réponds-moi (Battery Sound)
- 2015 : Mademoiselle Eferie, SOS (Urban Music Tour / Believe Digital)
- 2023 : Saint-Michel, Mademoiselle Éférie, Le Bal Blomet (Virgin Music Africa / Universal Music Africa
- 2023 : Saint-Michel, Grand Enfant (Afro-Jazz vol.1) (Virgin Music Africa / Universal Music Africa
- 2024 : Saint-Michel, Promesse (Tonton Max / Urban Music Tour)
- 2025 : Saint-Michel, Les Infinis (Soul Jazz Poetry) (Tonton Max / Believe)[13].

## Spectacles vivants
- 2011 : Tremplin slam et spoken word Le Mans Cité Chanson
- 2011 : Mademoiselle Eferie, Mademoiselle rêve
- 2012 : Les Trophées des légendes urbaines
- 2013 : Snam City Rap